# Rhinecanthus aculeatus
El pez ballesta picasso (Rhinecanthus aculeatus) es una especie de peces de la familia Balistidae en el orden de los Tetraodontiformes.

## Morfología
Pueden llegar alcanzar los 30 cm de longitud total.

## Distribución geográfica
Se encuentra desde las  costas del Mar Rojo hasta Sudáfrica, Hawái, Islas Marquesas, Tuamotu y Japón. También en el Atlántico oriental (desde Senegal hasta Sudáfrica).

## Filatelia
- Alemania Berlín, 16.8.1977, YVERT 514.